# Carcar (Cebu)
Carcar è una municipalità di prima classe delle Filippine, situata nella Provincia di Cebu, nella Regione del Visayas Centrale.
Il Republic Act N. 9436 aveva concesso a Carcar lo status di città; il 18 novembre 2008 la Corte Suprema delle Filippine ha però accolto un ricorso della Lega delle Città delle Filippine annullando la trasformazione in città di 16 municipalità, tra cui Carcar.
La città fa parte dell'area metropolitana di Cebu.
Carcar è formata da 15 baranggay:
- Bolinawan
- Buenavista
- Calidngan
- Can-asujan
- Guadalupe
- Liburon
- Napo
- Ocana
- Perrelos
- Poblacion I
- Poblacion II
- Poblacion III
- Tuyom
- Valencia
- Valladolid